# Victor Feldbrill
Victor Feldbrill (* 4. April 1924 in Toronto; † 17. Juni 2020) war ein kanadischer Dirigent und Geiger.

## Leben und Karriere
Der Sohn polnisch-jüdischer Einwanderer nahm von 1936 bis 1943 privaten Violinunterricht bei Sigmund Steinberg. Zudem studierte er am Konservatorium von Toronto Musiktheorie bei John Weinzweig und Dirigieren bei Ettore Mazzoleni. 1942–43 dirigierte er das Orchester der University of Toronto. Während seines Dienstes bei der Royal Canadian Navy 1943 bis 1945 war er in London stationiert. Dort studierte er Harmonielehre und Komposition bei Herbert Howells und Dirigieren bei Ernest Read.
Nach seiner Rückkehr nach Kanada wirkte er bis 1949 als Konzertmeister und Dirigent des RCMT Symphony Orchestra und der Opera Company und nahm Violinunterricht bei Kathleen Parlow. Daneben besuchte er Sommerkurse für Orchesterleitung in Tanglewood und studierte in den Sommern 1949 und 1950 bei Pierre Monteux. 
Von 1946 bis 1956 war Feldbrill Erster Violinist des Toronto Symphony Orchestra und von 1952 bis 1956 des CBC Symphony Orchestra. Im Sommer 1956 nahm er Unterricht bei den Dirigenten Willem van Otterloo in Hilversum und Meinhard von Zallinger in Salzburg. Von 1958 bis 1968 war er Dirigent des Winnipeg Symphony Orchestra. Zwischen 1960 und 1975 dirigierte er Aufführungen des National Youth Orchestra of Canada. 1963 und 1967 trat er im Rahmen eines Austauschprogramms in der Sowjetunion auf.
Von 1968 bis 1982 wirkte Feldbrill an der University of Toronto als Dirigent des Sinfonieorchesters der Universität und Composer in Residence. Er leitete das Toronto Symphony Orchestra (1973–1978) und das Toronto Symphony Youth Orchestra (1974–1978) und war von 1979 bis 1981 musikalischer Leiter des Orchestra London Canada. 1979 wirkte er drei Monate als Gastdirigent an der Tokyo National University of Art and Music. Dort erhielt er 1981 eine Professur und wurde im Folgejahr Dirigent der Geidai Philharmonia. 1984 dirigierte er das Philippine Philharmonic Orchestra in Manila, 1987 trat er als Gastdirigent in Peking und Shenyang auf.
Von 1990 bis 1996 war Feldbrill Chefdirigent des Hamilton Philharmonic Orchestra, zwischen 1993 und 2003 wirkte er als Lehrer und Gastdirigent in der Tschechischen Republik. In besonderem Maße setzte sich Feldbrill für die Förderung kanadischer Musiker und Komponisten ein. 1985 wurde er hierfür als Offizier des Order of Canada geehrt. 1999 wurde er mit dem Order of Ontario ausgezeichnet, im gleichen Jahr erhielt er den Distinguished Visitor Award der University of Toronto. 2009 wurde er zum Botschafter des Canadian Music Centre ernannt.

## Quelle
- Betty Nygaard King, Florence Hayes, Patricia Wardrop: Victor Feldbrill. In:  Encyclopedia of Music in Canada. herausgegeben von The Canadian Encyclopedia, 15. Dezember 2013 (englisch, französisch).

| Personendaten    | Personendaten                   |
| ---------------- | ------------------------------- |
| NAME             | Feldbrill, Victor               |
| KURZBESCHREIBUNG | kanadischer Dirigent und Geiger |
| GEBURTSDATUM     | 4. April 1924                   |
| GEBURTSORT       | Toronto                         |
| STERBEDATUM      | 17. Juni 2020                   |